# Rathausstraße 8 (Böckingen)

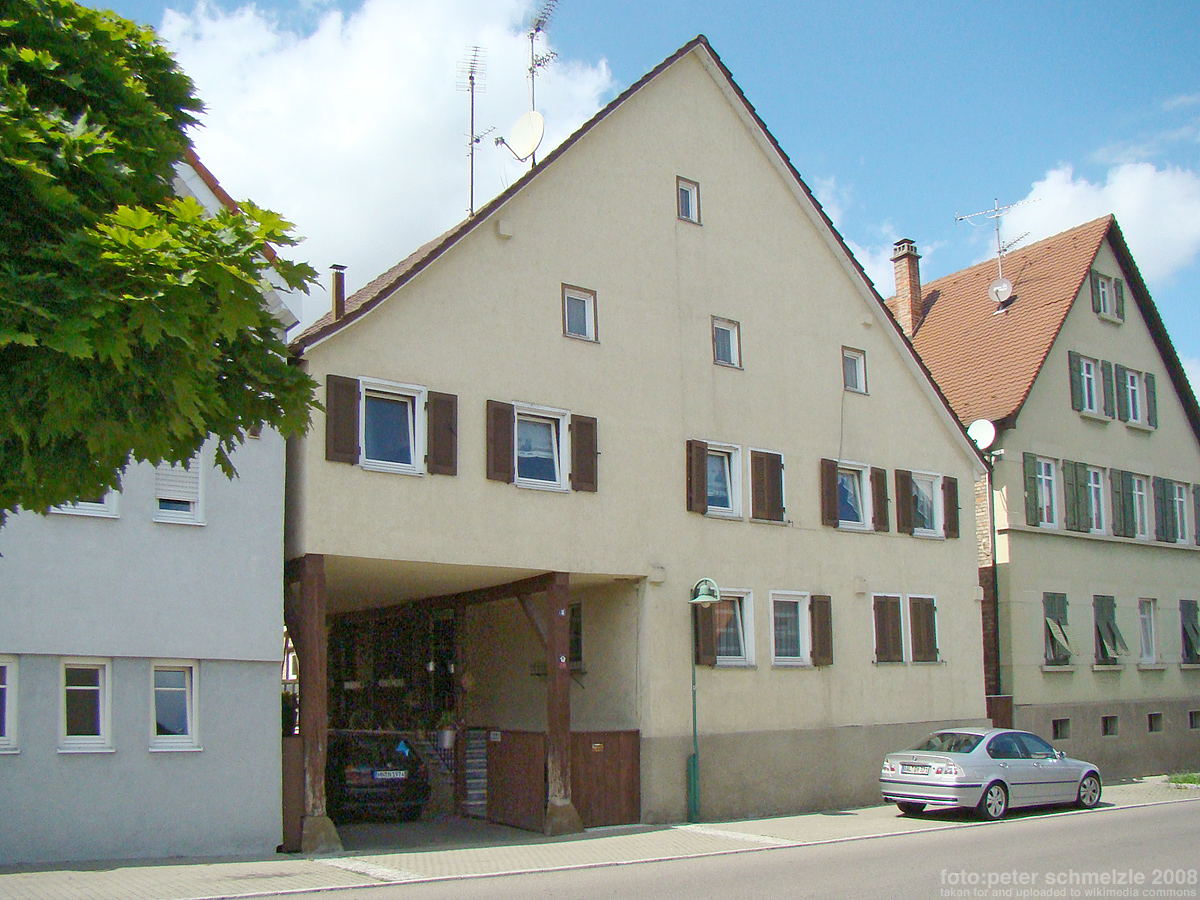
Rathausstraße 8 in Heilbronn-Böckingen

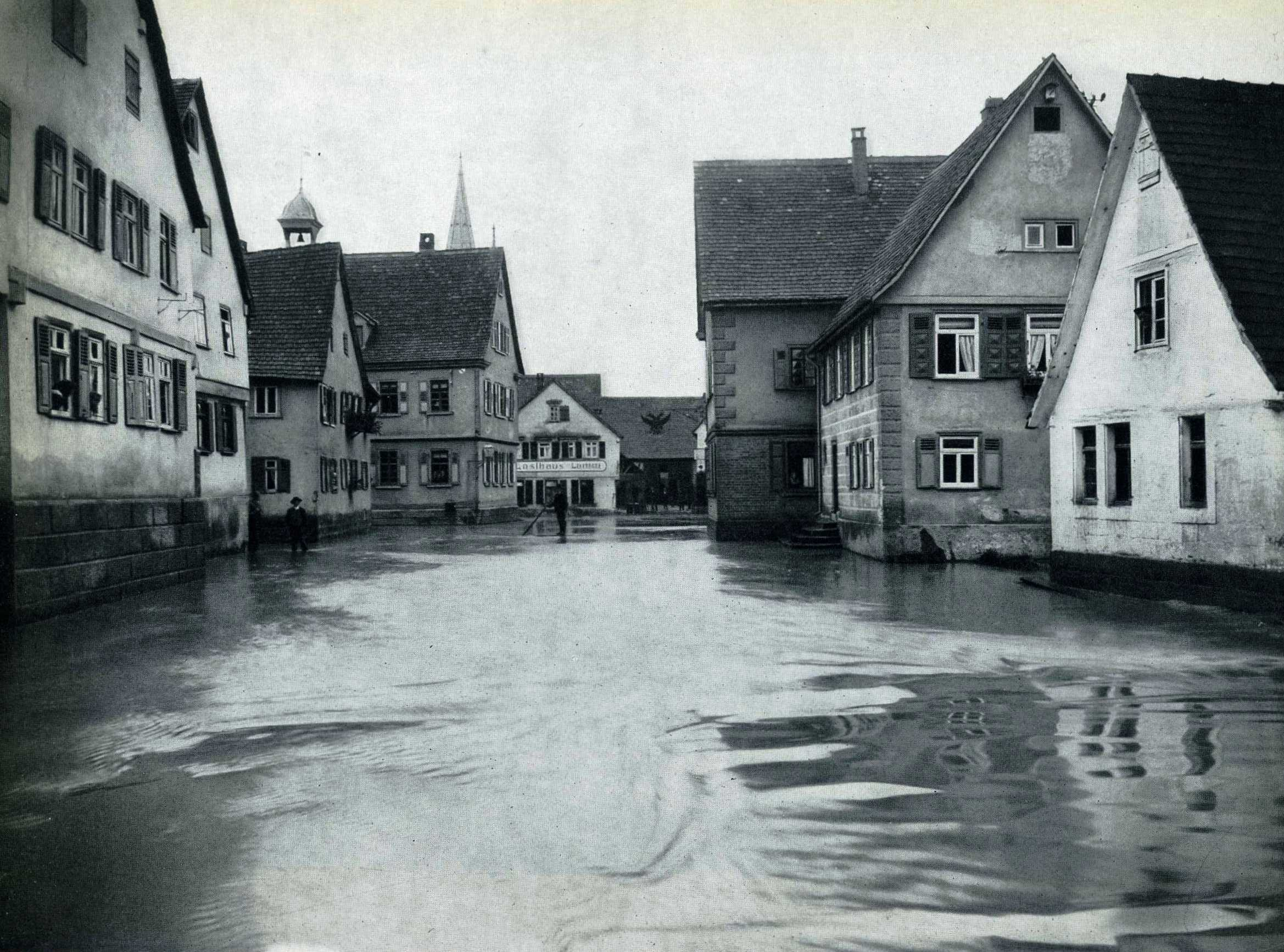
Rathausstraße beim Neckarhochwasser 1893, am linken Bildrand Haus Nr. 8

Das Wohnhaus Rathausstraße 8 im Heilbronner Stadtteil Böckingen ist ein privater Profanbau. Das denkmalgeschützte Gebäude gilt als Kulturdenkmal.

## Beschreibung
Das Wohnhaus an der Rathausstraße 8 ist ein bäuerliches verputztes Fachwerkhaus, das um 1800 errichtet worden ist. Das giebelständige Gebäude verfügt über eine „aufgeständerte Durchfahrt“. Die Hofeinfahrt wurde mit einem Hausteil überbaut, der vorkragend ist und mit Holzpfosten gestützt wird.